# メディコム・トイ
株式会社メディコム・トイは、東京都渋谷区に本社を置く、玩具の企画、製造、販売を主とする会社である。

## 概要
1996年（平成8年）設立。ルパン三世の可動フィギュアを端緒に、仮面ライダー、ウルトラマンといった特撮からスター・ウォーズやインディー・ジョーンズといったSF映画までのキャラクターの可動フィギュアをメインに展開する。

## 沿革
現社長である赤司竜彦が、コンピュータ会社の一部門としてホビー部門を設立。1996年（平成8年）独立し、渋谷に拠点をかまえる。

## 製品
- キューブリック
  - BE@RBRICK